# Depresión de Danakil
La depresión de Danakil es la parte norte del Triángulo de Afar o depresión de Afar en Etiopía, una depresión geológica que ha resultado de la divergencia de tres placas tectónicas en el Cuerno de África.

## Geología

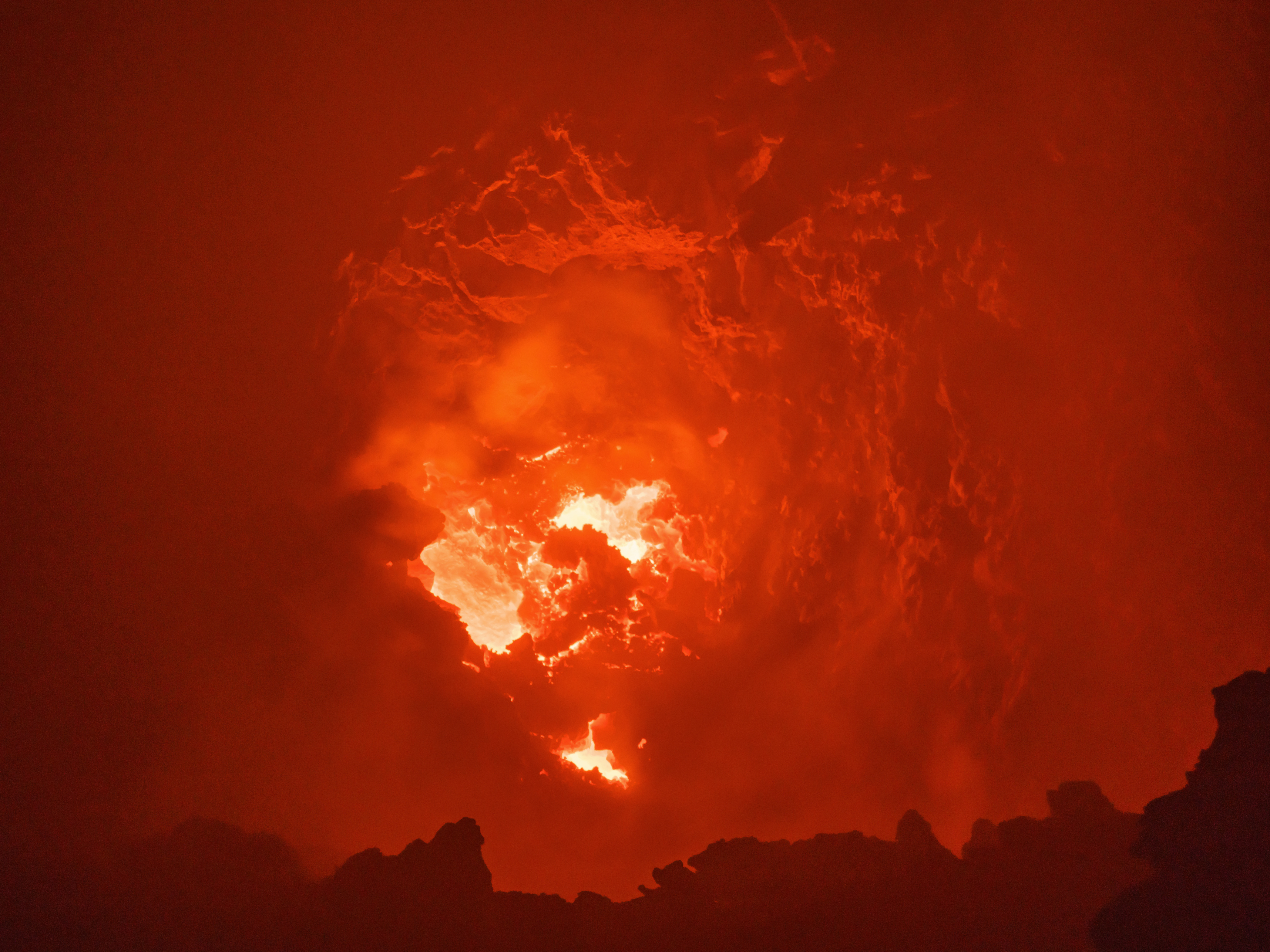
El volcán Erta Ale en erupción dentro de la depresión de Danakil.

La depresión de Danakil se encuentra en la triple unión de tres placas tectónicas y tiene una historia geológica compleja. Se ha desarrollado como resultado de la separación de África y Asia, lo que ha provocado la formación de grietas y la actividad volcánica. La erosión, la inundación por el mar y el ascenso y descenso del terreno han contribuido a la formación de esta depresión. Las rocas sedimentarias, como la arenisca y la caliza, están superpuestas de manera inconforme por el basalto, que es el resultado de extensos flujos de lava.

## Localización
La depresión del Danakil es una llanura de aproximadamente 200 por 50 km, situada en el norte de la región etíope de Afar, cerca de la frontera con Eritrea. Está a unos 125 m por debajo del nivel del mar y limita al oeste con la meseta etíope y al este con los Alpes de Danakil, más allá de los cuales está el Mar Rojo.
A menudo se hace referencia al área como la cuna de la humanidad. En 1974, Donald Johanson y sus colegas encontraron el famoso fósil de Australopithecus Lucy, que tiene una antigüedad de 3,2 millones de años y muchos otros fósiles de homínidos antiguos han sido descubiertos aquí, lo que llevó a muchos paleontólogos a proponer que esta área es donde la especie humana evolucionó por primera vez.

## Características

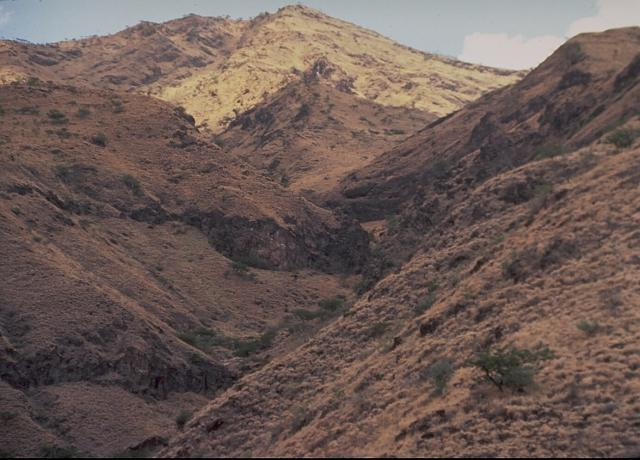
El monte Ayalu, el más occidental y más antiguo de dos volcanes en el extremo sur de la depresión de Danakil.

La depresión de Danakil es el lugar más caluroso de la Tierra en términos de temperaturas medias durante todo el año. También es uno de los lugares más bajos del planeta a 100 m por debajo del nivel del mar, y sin lluvia la mayor parte del año. Aquí, el río Awash se seca en una cadena de lagos salados como el lago Afrera, y nunca llega al Océano Índico.
El monte Ayalu es el más occidental y antiguo de los dos volcanes situados en el extremo sur de la depresión de Danakil. El otro volcán activo, Erta Ale, es uno de los varios lagos de cráter de lava que burbujean desde el manto terrestre. Además, la zona contiene los manantiales de azufre de Dallol, o aguas termales. Estos ambientes húmedos de la depresión de Danakil se están investigando para ayudar a entender cómo podría surgir la vida en otros planetas y lunas Muchos microorganismos que viven aquí son microbios extremófilos de gran interés para los astrobiólogos. No obstante, en octubre de 2019, los científicos informaron que no se encontró que existieran formas de vida terrestres, incluidas las formas extremas de microorganismos arqueas, en las condiciones muy cálidas, ácidas y saladas presentes en algunas partes de la depresión de Danakil.

### Aguas termales
Entre los puntos geológicos de interés turístico se encuentran el sistema hidrotermal de Dallol y el Lago Amarillo.
Gaet'ale Pond es un pequeño lago hipersalino ubicado sobre una fuente termal tectónica en la depresión de Danakil (Afar, Etiopía). Con una salinidad del 43%, Gaet'ale Pond es el cuerpo de agua más salado de la Tierra. El estanque se creó en enero de 2005 tras un terremoto, según los habitantes del pueblo de Ahmed'ela, que reactivó la fuente termal.